# Премія «Люм'єр» найперспективнішій акторці
Премія «Люм'єр» найперспективнішій акторці (фр. Prix Lumières du meilleur espoir féminin) одна з премій, яку присуджує французька Академія «Люм'єр» (фр. Académie des Lumières) з 2000 року.

## Переможці та номінанти
Нижче наведено список лауреатів та номінантів премії. Імена переможців виділені окремим кольором. Позначкою ★ відмічено фільми, які також отримали перемогу у категорії «Найперспективніший актор».

### 2000-ні
| Рік        | Переможці і номінанти | Назва українською                   | Оригінальна назва              |
| ---------- | --------------------- | ----------------------------------- | ------------------------------ |
| 2000 5-та  | Одрі Тоту             | Салон краси «Венера»                | Vénus Beauté (Institut)        |
| 2001 6-та  | Ізільд Ле Беско       | Сад                                 | Sade                           |
| 2002 7-ма  | Рашида Бракні         | Хаос                                | Chaos                          |
| 2003 8-ма  | Сесіль де Франс       | Іспанський готель                   | L'Auberge Espagnole            |
| 2004 9-та  | Саша Андрес           | Вона наша                           | Elle est des nôtres            |
| 2005 10-та | Лола Наймарк          | Вишивальниці                        | Brodeuses                      |
| 2005 10-та | Марілу Беррі          | Подивись на мене                    | Comme une image                |
| 2006 11-та | Фанні Валетт          | Маленький Єрусалим                  | La Petite Jérusalem            |
| 2007 12-та | Мелані Лоран          | ★ Не хвилюйся, у мене все нормально | Je vais bien, ne t'en fais pas |
| 2007 12-та | Сандрін Ле Берр       | Апоплексичний удар                  | Coup de sang                   |
| 2007 12-та | Медея Маринеску       | Ви такі прекрасні                   | Je vous trouve très beau       |
| 2007 12-та | Дебора Франсуа        | Асистентка                          | La Tourneuse de pages          |
| 2007 12-та | Ніна Кервел-Бай       | Винен Фідель                        | La Faute à Fidel               |
| 2008 13-та | Афсія Ерзі            | Кус-кус і барабулька                | La Graine et le Mulet          |
| 2008 13-та | Ромола Гарай          | Ангел                               | Angel                          |
| 2008 13-та | Клотильда Ем          | Усі пісні лише про кохання          | Les Chansons d'amour           |
| 2008 13-та | Одрі Дана             | Залізничний роман                   | Roman de Gare                  |
| 2008 13-та | Люсі Деклозо          | Лише кохання?                       | Et toi, t'es sur qui?          |
| 2008 13-та | Кріста Тере           | Лише кохання?                       | Et toi, t'es sur qui?          |
| 2009 14-та | Нора Арнезедер        | Париж! Париж!                       | Faubourg 36                    |
| 2009 14-та | Бертілль Ноель-Брюно  | Дівчинка і лисеня                   | Le Renard et l'Enfant          |
| 2009 14-та | Каріна Теста          | Дівчина і ангели                    | Des poupées et des anges       |
| 2009 14-та | Лейла Бехті           | Дівчина і ангели                    | Des poupées et des anges       |
| 2009 14-та | Леа Сейду             | Очаровашка                          | La Belle Personne              |
| 2009 14-та | Сара Реґюйє           | ★ Маскарад                          | Mascarades                     |

### 2010-ті
| Рік        | Переможці і номінанти                                                                  | Назва українською                    | Оригінальна назва                           |
| ---------- | -------------------------------------------------------------------------------------- | ------------------------------------ | ------------------------------------------- |
| 2010 15-та | Полін Етьєн                                                                            | Нам би лише день вистояти…           | Qu'un seul tienne et les autres suivront    |
| 2010 15-та | Кріста Тере                                                                            | LOL                                  | LOL (Laughing Out Loud)                     |
| 2010 15-та | Геренс Ле Гієрмік                                                                      | Їжачок                               | Le Hérisson                                 |
| 2010 15-та | Маті Діоп                                                                              | 35 стопок рому                       | 35 Rhums                                    |
| 2010 15-та | Жулі Соколовськи                                                                       | Хадевейх                             | Hadewijch                                   |
| 2011 16-та | Яхіма Торрес                                                                           | Чорна Венера                         | Vénus noire                                 |
| 2011 16-та | Лоліта Шамма                                                                           | Копакабана                           | Copacabana                                  |
| 2011 16-та | Марі Ферет                                                                             | Сестра Моцарта                       | Nannerl, la sœur de Mozart                  |
| 2011 16-та | Ніна Родрігез                                                                          | ★ Но і я                             | No et moi                                   |
| 2011 16-та | Лінда Дудаєва                                                                          | Руки в повітрі                       | Les Mains en l'air                          |
| 2012 17-та | Адель Енель                                                                            | Будинок терпимості                   | L'Apollonide : Souvenirs de la maison close |
| 2012 17-та | Селін Саллетт                                                                          | Будинок терпимості                   | L'Apollonide : Souvenirs de la maison close |
| 2012 17-та | Аліс Барноль                                                                           | Будинок терпимості                   | L'Apollonide : Souvenirs de la maison close |
| 2012 17-та | Анамарія Вартоломеї                                                                    | Моя маленька принцеса                | My Little Princess                          |
| 2012 17-та | Зої Еран                                                                               | Дівчинка-шибайголова                 | Tomboy                                      |
| 2013 18-та | Жулія Фор                                                                              | Камілла роздвоюється                 | Camille Redouble                            |
| 2013 18-та | Жудіт Шемла                                                                            | Камілла роздвоюється                 | Camille Redouble                            |
| 2013 18-та | Індія Ер                                                                               | Камілла роздвоюється                 | Camille Redouble                            |
| 2013 18-та | Агата Бонітьзер                                                                        | Пляшка у морі                        | Une bouteille à la mer                      |
| 2013 18-та | Стефані Соколінськи                                                                    | Августина                            | Augustine                                   |
| 2013 18-та | Софія Мануша                                                                           | Чорний колір (тобі) вам личить       | Le Noir (Te) Vous Va Si Bien                |
| 2013 18-та | Ізя Іжлен                                                                              | Погана дівчина                       | Mauvaise fille                              |
| 2014 19-та | Адель Екзаркопулос                                                                     | Життя Адель                          | La Vie d'Adèle – Chapitres 1 & 2            |
| 2014 19-та | Вімала Понс                                                                            | Дівчина 14 липня                     | La Fille du 14 juillet                      |
| 2014 19-та | Еліс де Ланкесе                                                                        | Наосліп                              | La Tête la première                         |
| 2014 19-та | Полін Етьєн                                                                            | Черниця                              | La Religieuse                               |
| 2014 19-та | Міс Мінг                                                                               | Анрі                                 | Henri                                       |
| 2014 19-та | Марина Вакт                                                                            | Молода і прекрасна                   | Jeune & Jolie                               |
| 2015 20-та | Луан Емера                                                                             | Сім'я Бельє                          | La Famille Bélier                           |
| 2015 20-та | Жозефін Жапі                                                                           | Я дихаю                              | Respire                                     |
| 2015 20-та | Лу де Лааж                                                                             | Я дихаю                              | Respire                                     |
| 2015 20-та | Еліс Ісааз                                                                             | Секс за передплатою                  | La Crème de la crème                        |
| 2015 20-та | Аріана Лабед                                                                           | Фіделіо, або Одіссея Аліси           | Fidelio, l’odyssée d’Alice                  |
| 2015 20-та | Каріджа Туре                                                                           | Дівоцтво                             | Bande de filles                             |
| 2015 20-та | Ана Жирардо                                                                            | Вищий світ                           | Le Beau Monde                               |
| 2015 20-та | Ана Жирардо                                                                            | Наступного разу я стрілятиму в серце | La Prochaine fois je viserai le cœur        |
| 2016 21-ша | Гюнеш Незіге Шенсой, Доґа Зейнеп Доґуслу, Еліт Іскан, Туґба Сунгуроглу, Ілайда Акдоґан | Мустанг                              | Mustang                                     |
| 2016 21-ша | Софі Вербек                                                                            | О третій ми йдемо                    | À trois on y va                             |
| 2016 21-ша | Сара Жиродо                                                                            | Дурниці                              | Les Bêtises                                 |
| 2016 21-ша | Лу Руа-Леколліне                                                                       | Три спогади моєї юності              | Trois souvenirs de ma jeunesse              |
| 2016 21-ша | Байя Медгаффар                                                                         | Коли я відкриваю очі                 | À peine j'ouvre les yeux                    |
| 2016 21-ша | Гольшіфте Фарахані                                                                     | Друзі                                | Les Deux Amis                               |
| 2017 22-га | Улая Амамра та Дебора Люкумуена                                                        | Божественні                          | Divines                                     |
| 2017 22-га | Наомі Амаржі та Ноемі Мерльо                                                           | Небо почекає                         | Le ciel attendra                            |
| 2017 22-га | Паула Бір                                                                              | Франц                                | Frantz                                      |
| 2017 22-га | Лілі-Роуз Депп                                                                         | Танцівниця                           | La danseuse                                 |
| 2017 22-га | Манал Ісса                                                                             | Нічого не боятися                    | Peur de rien                                |
| 2017 22-га | Раф                                                                                    | Моя краля                            | Ma Loute                                    |
| 2018 23-тя | Летиція Дош                                                                            | Молода жінка                         | Jeune Femme                                 |
| 2018 23-тя | Ірис Брі                                                                               | Берегині                             | Les Gardiennes                              |
| 2018 23-тя | Камелія Жордана                                                                        | Блискучий                            | Le Brio                                     |
| 2018 23-тя | Памела Рамос                                                                           | Усі мрії світу                       | Tous les rêves du monde                     |
| 2018 23-тя | Солен Ріго                                                                             | Сирота                               | Orpheline                                   |
| 2018 23-тя | Ай Хайдара                                                                             | 1+1=Весілля                          | Le Sens de la fête                          |
| 2019 24-та | Офелі Бо                                                                               | Мектуб, моя любов                    | Mektoub, my love: canto uno                 |
| 2019 24-та | Галатея Беллуджі                                                                       | Явище                                | L'Apparition                                |
| 2019 24-та | Андреа Бескон                                                                          | Лоскоти                              | Les Chatouilles                             |
| 2019 24-та | Жанна Коенді                                                                           | Помри, але зроби                     | Marche ou crève                             |
| 2019 24-та | Кенза Фортас                                                                           | Шахерезада                           | Shéhérazade                                 |